# Museo de Belas Artes da Coruña

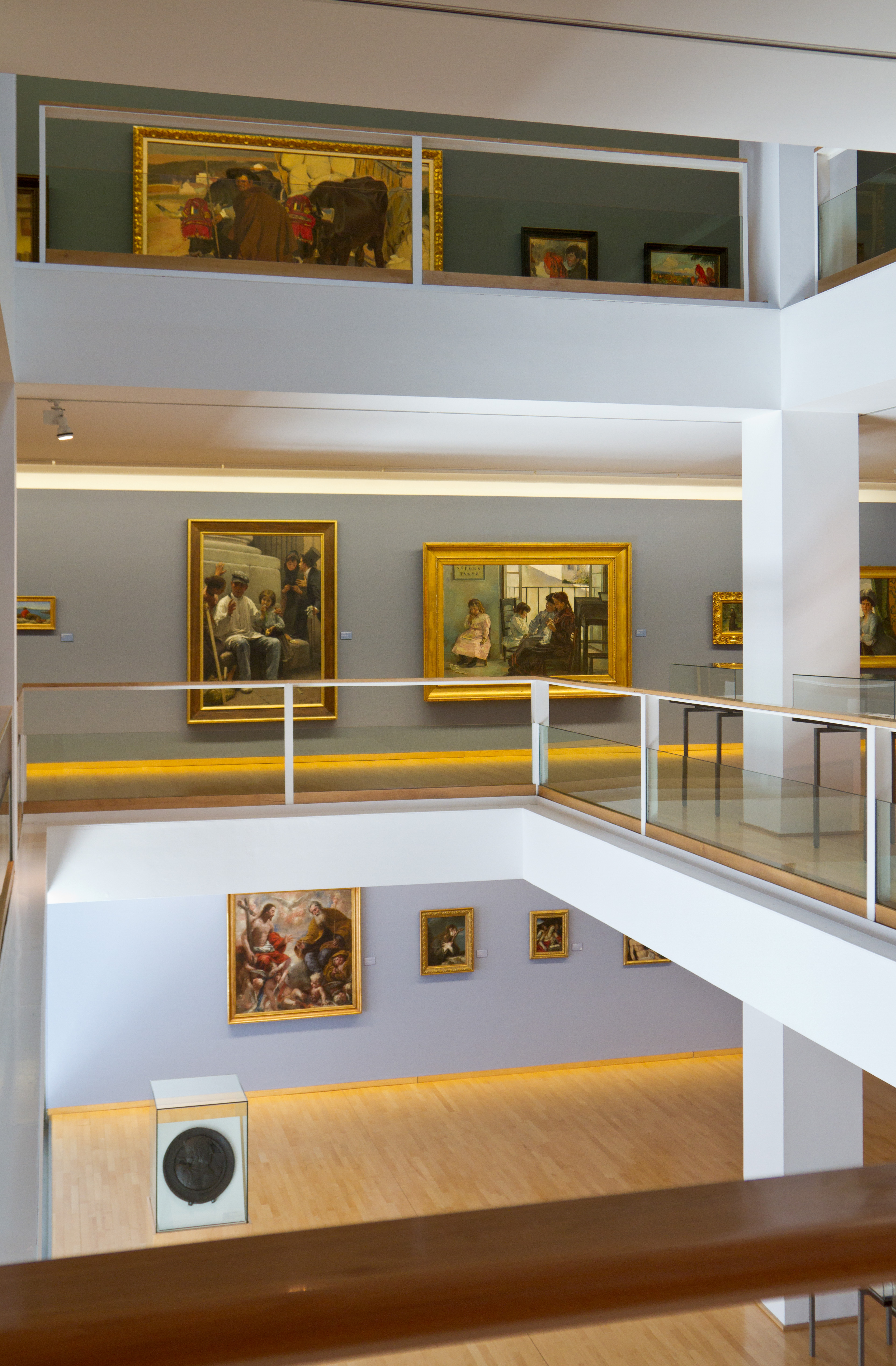
Museo de Belas Artes da Coruña

Das Museo de Belas Artes da Coruña ist ein Museum in der spanischen Stadt A Coruña. Direktor der Sammlung ist Ángeles Penas Truque.

## Gebäude
Das Museum der Schönen Künste wurde 1922 gegründet. Zwischen 1947 und 1995 befand es sich im Casa do Consulado. Das heutige Gebäude, das vom Architekten Manuel Gallego Jorreto entworfen wurde, wurde 1995 eingeweiht.

## Die Sammlung
Das Museum zeigt zahlreiche Werke aus dem Museo del Prado, spanische und europäische Malerei des 16. bis 20. Jahrhunderts sowie galicische Malerei des 19. und 20. Jahrhunderts. Die Ausstellung beinhaltet auch eine große Sammlung von Goya-Gravuren und Keramiktellern aus Sargadelos.

## Galerie

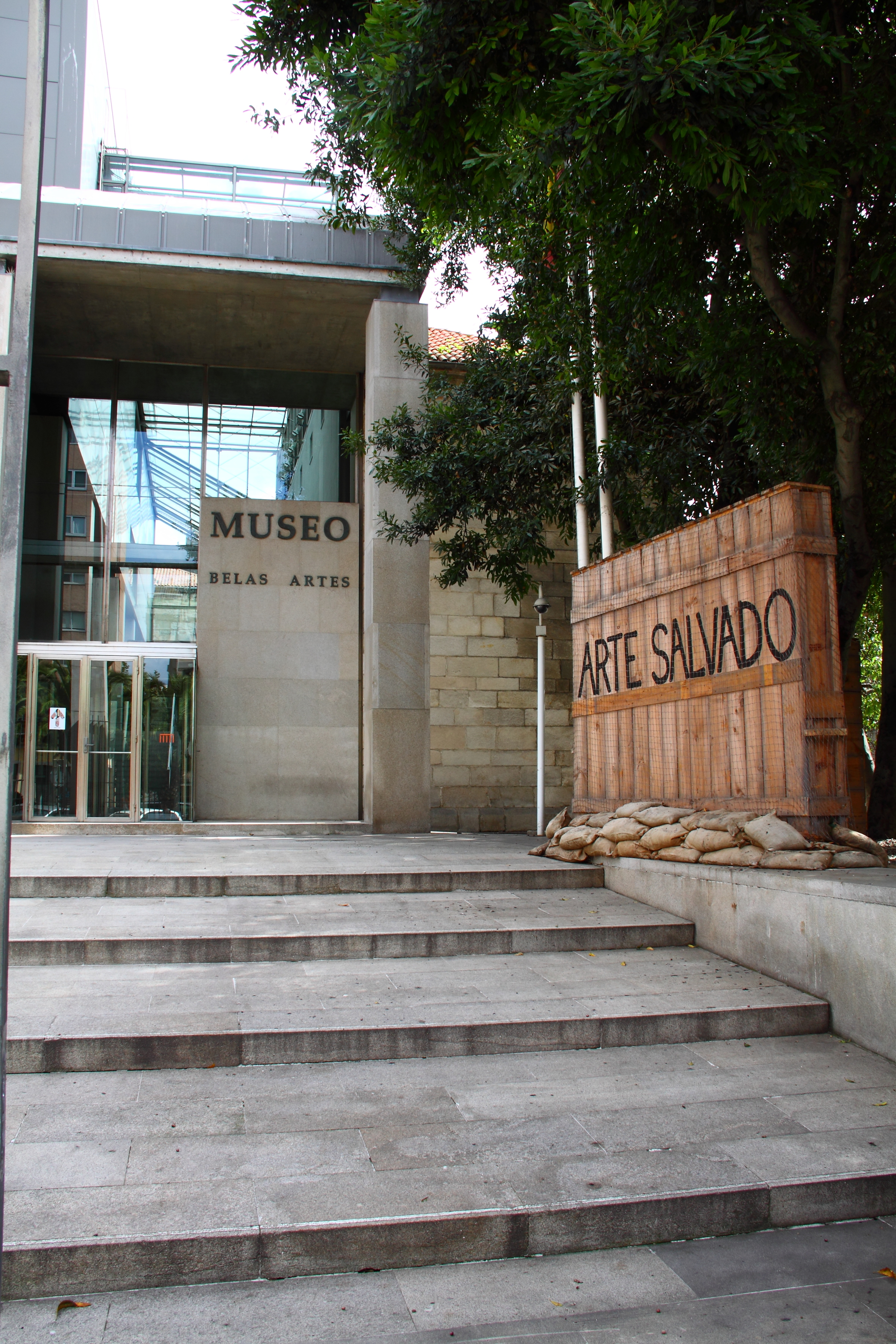
Museumseingang
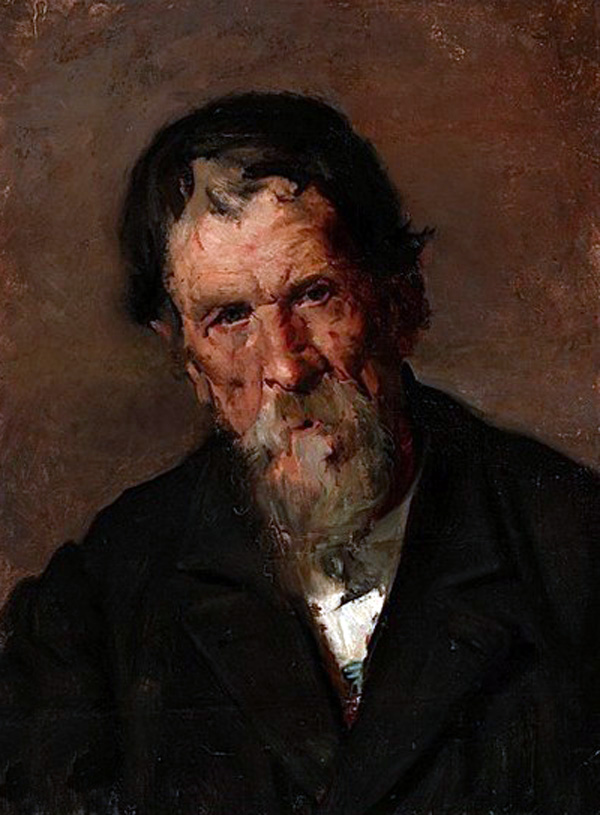
Jenaro Carrero: Cabeza de ancián
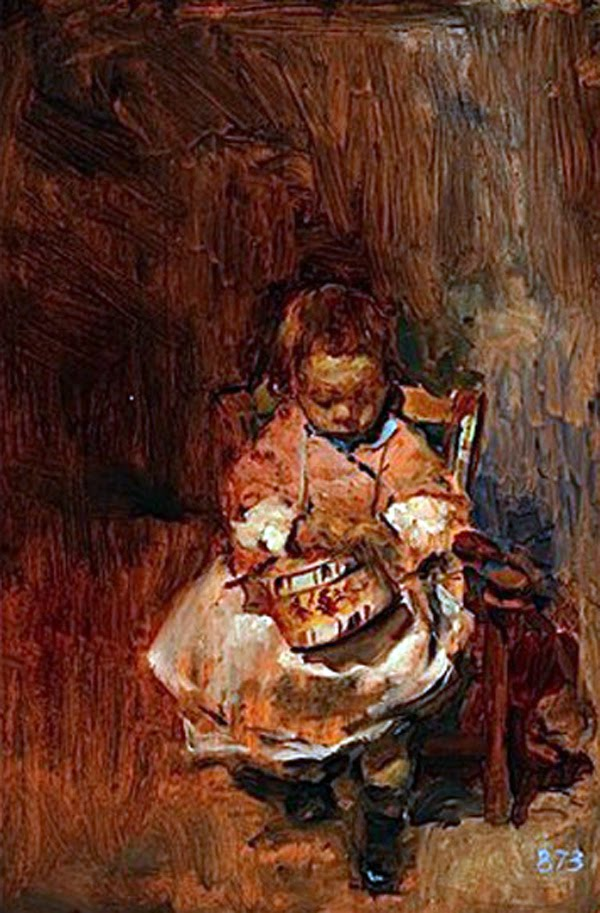
Jenaro Carrero: Filla do pintor bordando

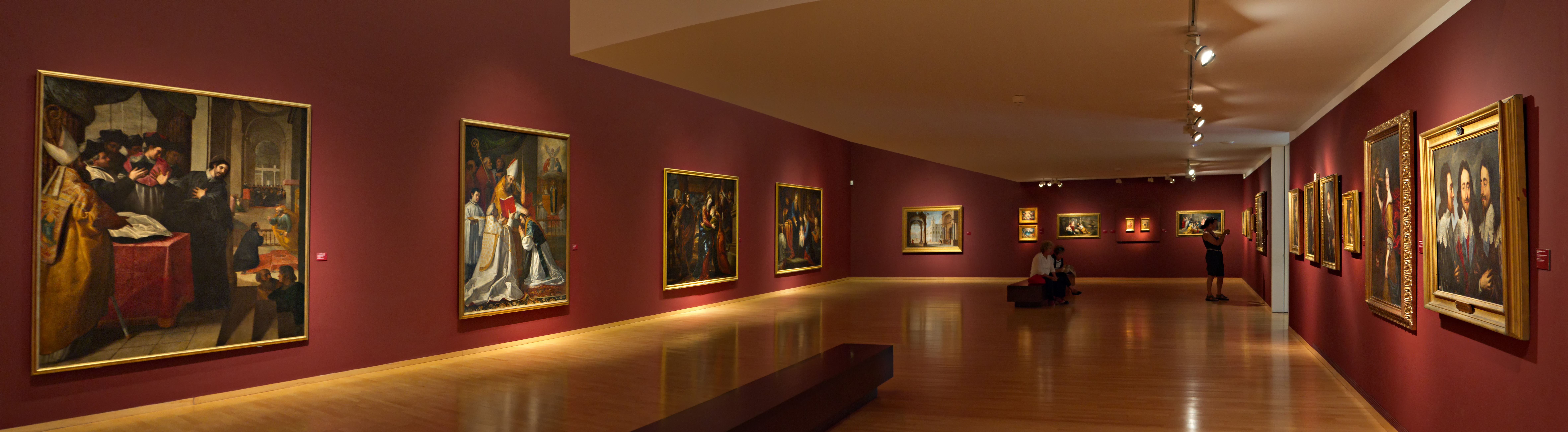
Raum, der der Malerei des 16. und 17. Jahrhunderts gewidmet ist.